# Emine Semiye Önasya
Emine Semiye Önasya (más conocida como Emine Semiye y Emine Vahide, Estambul, 28 de marzo de 1864 - 1944) fue una escritora, activista y feminista turca.

## Biografía

### Primeros años y educación
Nacida en Estambul, fue la segunda hija de Ahmed Cevdet Pasha y Adviye Rabia Hanım; fue hermana de Fatma Aliye. Semiye estudió psicología y sociología en Francia y Suiza durante siete años, transformándose en una de las primeras mujeres musulmanas otomanas educadas en Europa.

### Carrera
A partir de 1882, Emine Semiye trabajó como profesora de turco y literatura en Estambul y otras provincias. Sirvió como inspectora en varias escuelas de niñas y como asistente de enfermería en el hospital Şişli Etfal. Sus escritos sobre política y educación fueron publicados en periódicos como Mütalaa (en Tesalónica) y Hanımlara Mahsus Gazete (en español: Diario para mujeres) después de la declaración de la Monarquía constitucional en 1908. También escribió un libro de texto de matemáticas titulado Hulasa-i Ilm-i Hesap en 1893. Sus novelas más conocidas son Sefalet (1908) (en español: Pobreza) y Gayya Kuyusu (en español: El Pozo del Infierno).
Semiye, junto con su hermana mayor Fatma Aliye, fue una figura significativa dentro del movimiento de mujeres otomanas. Estableció varias organizaciones de caridad para ayudar a las mujeres, siendo conocida como ferviente activista en pro de los derechos de las mujeres. Se convirtió en miembro de la sociedad secreta İttihad ve Terakki Cemiyeti (en turco otomano: إتحاد و ترقى جمیعتی‎) y más tarde, del Partido Demócrata Otomano. En 1920, fue nombrada miembro de la junta directiva de la Asociación de la Prensa Turca, que hasta ese año había sido llamada Asociación de la Prensa Otomana.

### Vida personal y muerte
Emine Semiye vivió durante mucho tiempo en París. Se casó dos veces; su primer marido fue Mustafa Bey y el segundo Reşit Pasha con quien se divorció más tarde. Tuvo dos hijos; uno por cada esposo: Hasan Riza, hijo de Mustafa Bey y Cevdet Lagaş, hijo de Reşit Pasha. Murió en Estambul en 1944.

## Obras
- Bîkes (novela)
- Muallime (novela)
- Sefâlet (novela)
- Gayyâ Kuyusu
- Bir Mütehassisenin Tefekkürâtı
- Terbiye-i Etfâle Ait Üç Hikâye (novela)
- Hiss-i Rekâbet (novela)
- Emir Çoban Kızları Yahud İki Kadında Aynı Tâlih: Bağdat Hatun (novela)
- Dilşâd Sultan (juegos)
- Selânik Hâtıraları (memorias)
- Hürriyet Kokuları (novela)
- İktitaf
- Kalem Tecrübeleri
- Hülâsa-i İlm-i Hisap